# 振翅歌百灵
振翅歌百灵（学名：Mirafra apiata），是百灵科歌百灵属的一种，分布于纳米比亚、安哥拉、南非、斯威士兰、赞比亚、津巴布韦、博茨瓦纳和莱索托。全球活动范围约为1,910,000平方千米。该物种的保护状况被评为无危。
振翅歌百灵的平均体重约为26.9克。栖息地包括亚热带或热带的（低地）干燥疏灌丛、亚热带或热带的（低地）干草原、耕地、地中海型疏灌丛和牧草地。